# Katherine (Territorio del Norte)

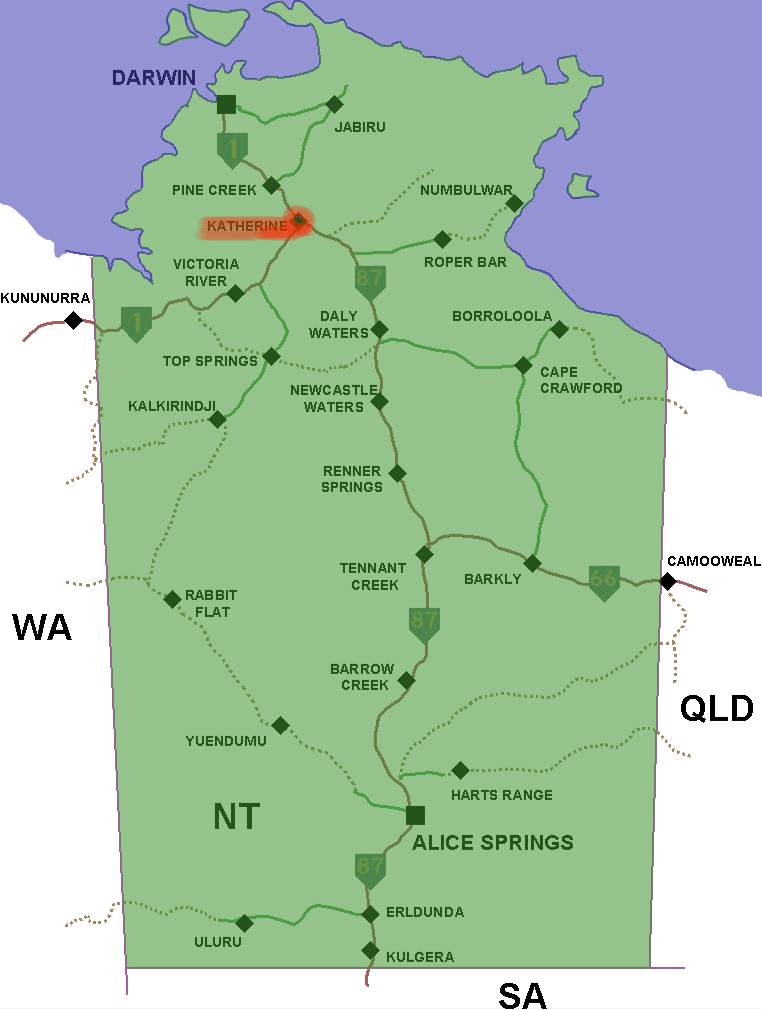
Situación de Katherine en el Territorio del Norte, región de Australia (rojo).

Katherine es un pueblo de Australia. Está situada a 320 km al sureste de Darwin, en el Territorio del Norte. Es la cuarta población más grande del territorio después de la capital, Darwin, de Palmerston y de Alice Springs. Su población era de 5.849 habitantes en el censo de 2006. Katherine es también el eje central de la "Savannah Way", red de carreteras del norte de Australia que se extiende desde Cairns en el norte de Queensland hasta Broome en la región de Kimberley en Australia Occidental.

## Historia
Los primeros habitantes de la zona fueron tribus aborígenes australianas, específicamente el pueblo Dagoman, el pueblo Jawoyn y el pueblo Wardaman. Fue importante lugar de encuentro para estas tribus y sigue siendo un lugar de convergencia. Hoy en día, el pueblo Warlpiri del distrito del río Victoria y las áreas del desierto de Tanami ahora tienen una comunidad dedicada con sede en Katherine East.
El explorador británico John McDouall Stuart pasó por la zona en 1862 en su exitoso tercer viaje por el continente de norte a sur. El 4 de julio de 1862, Stuart cruzó el río Katherine 90 km río arriba de la ciudad actual y anotó en su diario: "Encontré otro gran riachuelo, que tenía un arroyo corriente al sur del oeste y venía del norte del este. Este Ie han llamado 'Katherine', en honor a la segunda hija del pastor James Chambers Esq". Hay algunas conjeturas sobre la precisión de Stuart. El nombre de la esposa de Chambers era Katherine pero, según la mayoría de las fuentes, el nombre de su hija era Catherine.
La estación de telégrafo de Katherine se estableció el 22 de agosto de 1872 y la finalización de la línea de telégrafo terrestre más tarde en 1872, y la ciudad comenzó con una pequeña población permanente en el lado oeste del río Katherine. Katherine se benefició de la proximidad a los campos de oro cercanos, incluido Pine Creek, 90 kilómetros al norte. Se descubrió oro 50 kilómetros al norte en 1889 en Mount Todd.
Durante la Segunda Guerra Mundial, el ejército australiano instaló dos hospitales alrededor de Katherine, el 101.º Hospital General de Australia y el 121.º Hospital General de Australia. El ejército también estableció un cuartel general de área de Katherine. El 22 de marzo de 1942, Katherine sufrió su único ataque aéreo durante la Segunda Guerra Mundial. Un hombre murió cuando un avión japonés bombardeó la ciudad.
El río Katherine ha inundado la ciudad en 1931, 1940, 1957, 1998 y 2006. Las inundaciones de 1998 fueron las peores registradas. El río alcanzó una altura de 20,4 metros. El Día de Australia en 1998, una gran inundación devastó la ciudad y el área fue declarada desastre nacional. La inundación fue el resultado de los 300–400 mm de agua de lluvia traída por el ciclón Les que provocó que el río Katherine, que ya estaba lleno, alcanzara un máximo de 20,4 metros. Las aguas de la inundación anegaron la ciudad y gran parte de la región circundante, lo que requirió la evacuación de muchos residentes. La inundación cubrió un área de 1000 kilómetros cuadrados, afectó a 1100 hogares y cortó muchas carreteras de entrada y salida de Katherine. Tres personas fallecieron ahogadas. Las inundaciones de abril de 2006 inundaron partes de la ciudad (incluidas unas 50 casas), causaron daños por valor de millones de dólares y dieron lugar a la declaración del estado de emergencia el 7 de abril.
En las últimas décadas, Katherine se ha desarrollado como un centro regional que da soporte a las industrias ganadera, hortícola, agrícola y turística. Ubicada en el cruce de las principales rutas turísticas, Central Arnhem Road, Savannah Way y Explorers Way, Katherine es una importante puerta de entrada para visitantes del Territorio del Norte.